# Aegialia tsukamotoi
Aegialia tsukamotoi är en skalbaggsart som beskrevs av Masumoto 1986. Aegialia tsukamotoi ingår i släktet Aegialia och familjen Aegialiidae. Inga underarter finns listade i Catalogue of Life.